# عبد الرحمن عبد الله باديو
عبد الرحمن معلم عبد الله (باديو) أكاديمي ومؤرخ وسياسي صومالي، أحد مؤسسي جامعة مقديشو، ورئيس مجلس الأمناء فيها ومستشار الرئيس الصومالي حسن شيخ محمود لشؤون السلام والمصالحة.

## خلفية تاريخية
ولد باديو عام 1954 في مدينة عيل طير بمحافظة جلجدود وسط الصومال، لأسرة عُرفت بالتدين والإهتمام بالتعليم الشرعي، انتقل الى العاصمة الصومالية مقديشو بعد أن حفظ القرآن ليتلقى تعليمه الثانوي في مدرسة جمال عبد الناصر.
الحياة المهنية

### العمل العسكري
التحق بالقوات المسلحة الصومالية عام 1971 وتخرج من كلية الجنرال داوود العسكرية بكسمايو ليبتعث الى الإتحاد السوفيتي للدراسة والتدريب حتى عام 1977، وبعد تحول الصومال الى المعسكر الغربي بعد تدهور العلاقة مع السوفييت ابتعث للتعليم العسكري الى أمريكا. انضم عام 1985 م لحركة الإصلاح التي تعد من أبرز ممثلي التيار الإسلامي الوسطي في الصومال. انشق عن الجيش الصومالي عام 1986 احتجاجا على انحراف المؤسسة العسكرية عن مهامها الأساسية وتحفظا عن المشاركة في العمليات العسكرية التي شنها النظام ضد مدن ومحافظات صومالية.

### العمل الخيري
تفرغ بعدها لمواصلة مشواره الأكاديمي لينال درجتي الماجستير والدكتوراه في دراسات التاريخ المعاصر في جامعة مكغيل في كندا. عمل كناشط في الأنشطة الشبابية والإنسانية في المهجر مساهما في تقوية الشخصية الصومالية في المهجر عبر تأسيس تجمعات للصوماليين هناك كجمعية الطلبة الصوماليين الصوماليين. عاد بعدها إلى الصومال في عام 1993 م كمدير لمؤسسة MERCY USA للعون والتنمية – برنامج شرق إفريقيا العاملة في قطاعي الصحة والتعليم.

### دوره في المصالحة
شغل عام 1994 منصب الرئيس لمجلس المصالحة الوطنية الذي عمل على حل النزاعات بين القبائل وإزالة مظاهر الحرب في مختلف أحياء العاصمة مقديشو وفي محافظات ومناطق الصومال بوجه عام، وقد توجت جهود المجلس بعقد مؤتمر السلام الوطني الصومالي في عرته بجيبوتي عام 2000 م الذي شارك فيه الدكتور باديو، حيث كان عضوا في لجنة إعداد المسودة الأولى للدستور. شغل عام 1999 حتى عام 2008 منصب نائب المراقب العام لحركة الإصلاح في الصومال ومديرا للمكتب السياسي للحركة من عام 2008 الى 2012 الى جانب كونه عضوا في مجلس شورى الحركة منذ عام 1995.

### جامعة مقديشو
شارك عام 1996 في تأسيس جامعة مقديشو أول جامعة صومالية خاصة بعد اندلاع الحرب الأهلية والتي تعد من أبرز المؤسسات التعليمية في الصومال ككل وشغل منصب مدير مجلس أمناء الجامعة.

## الترشح للرئاسة
فى 5 يونيو 2012 أعلن الدكتور عبد الرحمن معلم عبد الله باديو من العاصمة مقديشو إعتزامه خوض سباق الرئاسة، الأمر الذي أثار جدلا واسعا داخل حركة الإصلاح وأدت إلى انشقاق بعض كبار قادة الحركة احتجاجا على الخطوة.
العمل السياسي
انتخب رئيساً لحزب الوحدة الوطنية الذي تأسس في نوفمبر 2012 وتم الإعلان عنه في 26 فبراير 2014. وفي 3 سبتمبر 2018 عينه رئيس الوزراء الصومالي حسن علي خيري مستشارا لشؤون المصالحة وتعزيز السلام، وفي 17 يوليو 2019 عينه الرئيس الصومالي محمد عبد الله فرماجو ضمن اللجنة الوطنية للحوار والمصالحة مع إدارة صوماليلاند الانفصالية وفي 8 يونيو 2022 عينه الرئيس الصومالي حسن شيخ محمود مستشارا للشؤون الدستورية.

## مؤلفاته
نشر الدكتور عبد الرحمن باديو عددًا من الكتب والأوراق البحثية باللغات الصومالية والعربية والإنجليزية، أبرزها: تاريخ الصومال رؤية تحليلية جديدة